# NGC 4849
NGC 4849 este o liner situată în constelația Părul Berenicei. A fost descoperită în 4 martie 1867 de către Heinrich Louis d'Arrest. Se află la o distanță de 87,04 de megaparseci de Pământ.